# Hyperreal
Hyperreal – polski serwis internetowy działający od 1996. W początkowej fazie istnienia udostępniał anonimowego remailera oraz informacje na temat środków psychoaktywnych, później zaś rozszerzył tematykę o netart, P2P, memy, newsy i forum dyskusyjne . Serwis jest obszernym źródłem informacji o substancjach psychoaktywnych i ich stosowaniu. 

## Powiązane serwisy
Odrębna część Hyperreala, Neurogroove (w praktyce to inna strona o innym adresie, nie podstrona), jest repozytorium nieocenzurowanych opisów przeżyć wywołanych zażyciem środków psychoaktywnych (legalnych i nielegalnych). Dawniej oddzielnym serwisem była Kanaba – Stowarzyszenie na Rzecz Racjonalnej i Efektywnej Polityki Narkotykowej, jednak obecnie wszystkie artykuły ze stron Kanaby są prezentowane na domenie hyperreal.info. W 2010 uruchomiono radio o nazwie Hyplo (nieaktywne). W 2020 powstała HyperTuba – serwis gromadzący materiały wideo związane z tematyką substancji psychoaktywnych. Z Hyperrealem powiązana jest także Narkopedia, czyli internetowa encyklopedia typu wiki poświęcona substancjom psychoaktywnym.

## Tematyka
Treści serwisu oscylują wokół następujących tematów:
- informacje o środkach chemicznych, roślinach, efekty i skutki uboczne spożycia substancji psychoaktywnych
- legalizacja i depenalizacja stosowania substancji psychoaktywnych
- relacje osób zażywających
- multimedia i netart